# Болгарка (Одесский район)
Болгарка (укр. Болгарка) — село Дачненской сельской общини в Одесском районе в Украине.
В селе есть дом культуры, лицей.
До 17 июля 2020 г. было подчинено Раздельнянскому району

## История
В 1946 г. Указом ПВС УССР хутор Болгарка переименован в Клин.
Во время Голодомора в Украине 1932—1933 годов в селе погибли 4 человека:
- Энгель Яков Яковлевич, 46 лет
- Энгель Рудольф Адольфович, 6 лет
- Ватов Иван Иванович, 3 года
- Лозген Берта Генриховна, 1 год[3]

В 1970х годах в селе Болгарка Одесской области был введён в эксплуатацию один из первых в СССР солнечных водонагревателей.
В январе 1989 года численность населения села составляла 916 человек, из которых 428 мужчин и 488 женщин.
По переписи населения Украины в 2001 году в деревне проживали 762 человека.

## Язык
Распределение населения на родном языке по данным переписи 2001 года
| Язык       | Процент |
| ---------- | ------- |
| украинский | 90,86 % |
| русский    | 8,75 %  |
| молдавский | 0,39 %  |